# Kenneth Sitzberger
Kenneth Sitzberger (n. 13 februarie 1945, Cedar Rapids, Iowa, SUA – d. 2 ianuarie 1984, Coronado⁠(d), California, SUA) a fost un săritor în apă ce a reprezentat Statele Unite ale Americii, medaliat olimpic. A participat la o ediție a Jocurilor Olimpice (1964) în care a câștigat o medalie de aur.